# Shunkun Tani
Shunkun Tani (谷 俊勲 Tani Shunkun?), född 11 augusti 1993 i Tokyo prefektur, är en japansk fotbollsspelare.
Tani började sin karriär 201 i Albirex Niigata Singapore. Efter Albirex Niigata Singapore spelade han för Estudiantes Murcia, Briobecca Urayasu, YSCC Yokohama och Taichung Futuro FC.